# Anders Kling
Anders Kling (ur. 18 lipca 1963) – szwedzki żużlowiec.
Młodzieżowy indywidualny mistrz Szwecji (Sztokholm, 1981). Czterokrotny finalista indywidualnych mistrzostw Szwecji (1983 – XII m., 1990 – XIV m., 1994 – IV m., 1995 – XV m.). Dwukrotny medalista mistrzostw Szwecji par klubowych: złoty (1984) i srebrny (1985). Dwukrotny medalista drużynowych mistrzostw Szwecji: srebrny (1984) i brązowy (1985). Wielokrotny uczestnik eliminacji indywidualnych mistrzostw świata (najlepszy wynik: XVI m. w finale skandynawskim, Elgane 1983).
W lidze szwedzkiej startował w klubach: Dackarna Målilla (1981–1983, 1986–1996, 2001, 2004, 2007), Kaparna Göteborg (1984–1985), Team Svelux (1997–1998) oraz Hultsfreds Gymnasium Mallia (2009).